# Rovello Porro
Rovello Porro là một đô thị ở tỉnh Como trong vùng Lombardia, có cự ly khoảng 25 km về phía tây bắc của Milano và khoảng 20 km về phía nam của Como. Tại thời điểm ngày 31 tháng 12 năm 2004, đô thị này có dân số 5.797 người và diện tích là 5,6 km².
Rovello Porro giáp các đô thị: Cogliate, Gerenzano, Lomazzo, Misinto, Rovellasca, Saronno, Turate.